# Selenia albilinea
Selenia albilinea är en fjärilsart som beskrevs av Wagner 1913. Selenia albilinea ingår i släktet Selenia och familjen mätare. Inga underarter finns listade.